# 槐柏镇
槐柏镇是位於中國陝西省延安市洛川縣東南部的一個鎮﹐距洛川縣城15公里﹐由原槐柏鄉﹑武石鄉及石泉鄉合并而成。
槐柏镇由相傳為一棵槐樹上長出柏樹（樹上樹）而得名。比較大的村子有底樓村、楊候村等。主產優質蘋果﹐另有小麥﹑玉米﹑豆子等農作物。